# Hellmuth Heye

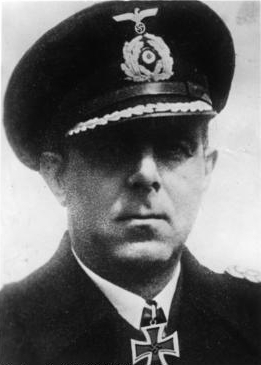
Kapitän zur See Heye,
29. Januar 1941

Hellmuth Guido Alexander Heye (* 9. August 1895 in Beckingen; † 10. November 1970 in Mittelheim) war ein deutscher Vizeadmiral im Zweiten Weltkrieg, Politiker der CDU und Wehrbeauftragter des Deutschen Bundestages.

## Leben
Er war Sohn des späteren Chefs der Heeresleitung, Generaloberst Wilhelm Heye, und ein Großneffe des Admirals Guido Karcher.

### Kaiserliche Marine und Reichsmarine
Heye besuchte humanistische Gymnasien in Glogau, Metz und Berlin. Unmittelbar nach seinem Abitur am Humanistischen Gymnasium in Berlin trat er am 1. April 1914 als Seekadett (Crew 1914) in die Kaiserliche Marine ein. Nach seiner Grundausbildung diente er über den Beginn des Ersten Weltkriegs zunächst bis 10. August 1914 auf dem Großen Kreuzer Victoria Louise und anschließend bis 2. Januar 1916 auf dem Großlinienschiff Kaiserin. Seine Beförderung zum Fähnrich zur See erfolgte am 23. Dezember 1914. Heye absolvierte dann einen Lehrgang auf dem Torpedoschulschiff Württemberg und setzte seine Ausbildung auf dem Torpedoboot T 112 fort. Danach kehrte er auf die Kaiserin zurück, wo er als Wachoffizier, Signaloffizier und Adjutant Dienst tat. Am 12. Juli 1916 folgte seine Beförderung zum Leutnant zur See. Am 3. Dezember 1917 wurde Heye zur weiteren Ausbildung an die Unterseebootschule versetzt. Vom 16. Januar bis 24. April 1918 fungierte Heye als Kommandant des Torpedodivisionsbootes D 6, bevor er dann abermals einen Lehrgang auf der Württemberg absolvierte. Danach diente er als Wachoffizier auf Minensuchbooten, und bei Kriegsende war er Kommandant eines kleinen Schulschiffs. Er wurde mit beiden Klassen des Eisernen Kreuzes, dem Friedrich-August-Kreuz II. Klasse sowie dem U-Boot-Kriegsabzeichen ausgezeichnet.
Nach Kriegsende erfolgte seine Versetzung in die seekriegsgeschichtliche Abteilung des Admiralstabs der Marine. Heye wurde in die Reichsmarine übernommen, in der er auf Torpedobooten diente. Er wurde am 28. September 1920 zum Oberleutnant zur See und am 1. April 1926 zum Kapitänleutnant befördert. Von 1932 bis zum 28. September 1934 war er Führer der 4. Torpedobootshalbflottille; in dieser Dienststellung wurde er am 1. Juli 1933 Korvettenkapitän.
Heye wurde in der Kriegsmarine zu einem der wenigen jungen Offiziere, deren Karriere über Stabsstellen bis in die Schlüsselpositionen des Marinekommandos führten. Im Jahr 1936 legte Heye als Referent in der Flottenabteilung des Marinekommandoamts eine amtliche Studie vor, die eine Neutralität Großbritanniens als Voraussetzung einer erfolgreichen Seekriegsführung Deutschlands definierte. Auf Basis dieser Studie betraute der Oberbefehlshaber der Marine, Erich Raeder, Heye mit der Aufgabe, eine Grundlage für die Neuorientierung des Aufbaus der deutschen Flotte zu erstellen, die er im Jahre 1938 vorlegte. In dieser Denkschrift, nach ihm als „Heye-Denkschrift“ benannt, legte er die Feindkonstellationen zutreffend dar, wie sie sich bei Kriegsausbruch schließlich darstellten.

### Kriegsmarine und Zweiter Weltkrieg
Danach gehörte er bis 1939 der Operationsabteilung des Oberkommandos der Marine (OKM) an, wo er am 1. Juli 1937 zum Fregattenkapitän befördert wurde. Nach der Sudetenkrise 1938 wurde er mit der Leitung eines Planungsausschusses beauftragt, der am 25. Oktober 1938 eine Denkschrift mit dem Titel „Möglichkeiten einer Seekriegsführung gegen England und die sich daraus ergebenden Forderungen für die strategische Zielsetzung und den Aufbau der Kriegsmarine“ vorlegte. Die „Heye-Denkschrift“ kam zu dem Schluss, dass man eine erwartete britische Blockade nicht sprengen könnte und dass das Ziel der Kriegsmarine nur in der Störung des britischen Überseehandels liegen konnte.
Am 1. Januar 1939 erfolgte Heyes Beförderung zum Kapitän zur See, und am 29. April 1939 stellte er als Kommandant den neuen Schweren Kreuzer Admiral Hipper in Dienst, den er bis zum 3. September 1940 befehligte. Kurz vor dem deutschen Angriff auf Norwegen am 9. April 1940 erhielt er von Adolf Hitler den Befehl zur Besetzung der wichtigsten strategischen Punkte im Raum Trondheim. Die damit verbundene Aufgabe widersprach, wie er selbst beurteilte „in Anlage und Durchführung allen Regeln der Kriegskunst“. Auf dem Weg dorthin versenkte er beim Unternehmen Weserübung am 8. April 1940, auf dem Marsch zur Besetzung von Trondheim (Norwegen), den britischen Zerstörer Glowworm. Sein über das Rote Kreuz an die britische Admiralität übermittelter respektvoller Bericht über dieses Gefecht führte dazu, dass der von ihm sehr lobend erwähnte Kommandant der Glowworm, Lieutenant Commander Gerard Roope, der mit seinem Schiff unterging, posthum als erster britischer Soldat im Zweiten Weltkrieg das Victoria-Kreuz, die höchste britische Tapferkeitsauszeichnung, erhielt. Danach führte er den Kreuzer beim Unternehmen Juno und weiteren Unternehmungen von Juni bis Anfang August 1940 im Nordmeer. Für die Führung der Admiral Hipper während der Besetzung Norwegens und im Nordmeer erhielt Heye am 18. Januar 1941 das Ritterkreuz des Eisernen Kreuzes.
Ab September 1940 diente Heye in hohen Stabs- und Kommandostellen, zuerst vom 5. September bis zum 18. Oktober 1940 als Chef des Stabes beim Befehlshaber Sicherung Ost, dann bis zum 13. Februar 1941 in gleicher Stellung beim Befehlshaber Sicherung West. Am 14. Februar 1941 wechselte er als Chef des Stabes zur vorläufigen Dienststelle Admiral Z (unter Admiral Karlgeorg Schuster). Die Dienststelle wurde später in Admiral Südost und ab 1. Juli 1941 in das Marinegruppenkommando Süd umgebildet; Heye blieb ihr Chef des Stabes bis Ende August 1942. Am 16. Februar 1942 erhielt er das Flotten-Kriegsabzeichen. Am 1. September 1942 wurde er zum Konteradmiral befördert. Vom 15. September 1942 bis zum 18. November 1942 war er in Vertretung Kommandierender Admiral Schwarzes Meer, dann vom 3. Dezember 1942 bis zum 4. April 1944 Chef des Stabes beim Marinegruppenkommando Nord. Vom 7. Juni 1943 an war er gleichzeitig Chef des Stabes beim Flottenkommando.
Am 20. April 1944 wurde Heye zum Generalreferenten Sonderkampfmittel im OKM und zum Kommandierenden Admiral der Kleinkampfverbände der Kriegsmarine ernannt, zu denen neben den Kleinst-U-Booten und bemannten Torpedos auch die Marine-Einsatzkommandos, Sprengboote und Kampfschwimmer gehörten. Diese Stellung hatte er bis Kriegsende inne. In dieser Funktion suchte er nach einem „schnell verfügbaren Medikament, das den Soldaten […] wach und einsatzfähig hält.“ Die Einsätze der Kleinst-U-Boote sollten bis zu sieben Tagen dauern. Eine Medikamentenmischung mit unter anderem Pervitin wurde in enger Zusammenarbeit mit der SS im KZ Sachsenhausen auf der dortigen Schuhprüfstrecke mit einer Pillenpatrouille erprobt.
Zuletzt schlug er Dönitz vor, einsatzunfähige U-Boote mit Sprengstoff zu beladen und von ihren Besatzungen in lohnende Ziele steuern zu lassen. Zur Ausführung dieser Pläne kam es aber nicht mehr. Am 1. August 1944 wurde er zum Vizeadmiral ernannt.

### Nachkriegszeit
Nach Kriegsende kam er am 20. Mai 1945 in britische Kriegsgefangenschaft, aus der er am 6. Dezember 1946 entlassen wurde. Danach war er als Schriftsteller tätig. Er befasste sich in seinen Werken vor allem mit Schifffahrtsfragen, Marinestrategie und deutscher Seekriegsgeschichte. Zum journalistisch angelegten Werk über die Kleinkampfverbände der Kriegsmarinedes aus der Feder des ehemaligen Marinefunkers Hans Dieter Berenbrock, der unter dem Pseudonym "Cajus Bekker" populäre Erinnerungsliteratur verfasste, steuerte Heye das Vorwort bei. Es war in mehreren Auflagen, auch lange nach Heyes Tod noch enthalten.
Heye war Mitglied im Naval Historical Team und als Gutachter für den inneren und äußeren Aufbau der deutschen Verteidigungsorganisation und für militärpolitische Fragen tätig. Er gehörte der Historischen Forschungsgemeinschaft ‚Das Andere Deutschland‘ an, die 1948 von Fritz Küster wiedergegründet wurde. Zudem engagierte Heye sich im Deutschen Marinebund, dessen Präsident er im Jahr 1956 wurde.

### Politik

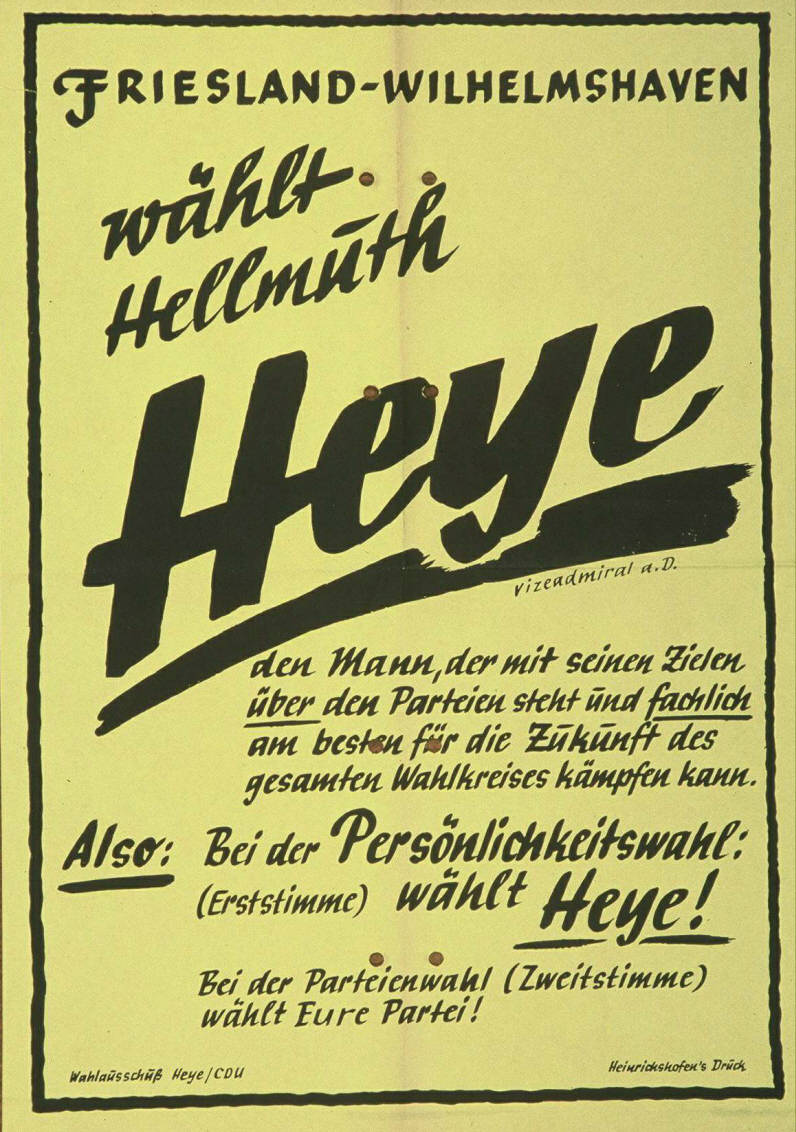
Wahlplakat zur Bundestagswahl 1953

Heye trat 1953 der CDU bei. Er gehörte dem Deutschen Bundestag von 1953 bis 1961 an und vertrat den Wahlkreis Wilhelmshaven – Friesland im Parlament. In der Debatte um Karl-Adolf Zenker, der 1956 bei einer Rede zur Begrüßung der ersten Angehörigen der neuen Bundesmarine die Großadmirale Raeder und Dönitz als "makellos" bezeichnet hatte, sprach Heye sich im Bundestag für Zenker aus. Hinsichtlich der beiden ehemaligen Befehlshaber – Dönitz saß zu diesem Zeitpunkt noch im Kriegsverbrechergefängnis Spandau ein – forderte er, zwischen Soldatischem und Politischem zu trennen und betonte, dass "... den beiden Großadmiralen als militärischen Führern [...] kein Makel anhaftet." Er war u. a. ordentliches Mitglied des Verteidigungsausschusses. Von 1958 bis 1962 war er zudem Mitglied der Parlamentarischen Versammlung des Europarates.
Am 8. November 1961 wählte der Bundestag Heye einstimmig durch Akklamation zu seinem Wehrbeauftragten. Nachdem es wegen einer dreiteiligen Artikelserie in der Illustrierten Quick, in dem Heye Kritik an der inneren Verfassung der Bundeswehr geübt hatte, zu einer scharfen Auseinandersetzung mit dem Bundesministerium der Verteidigung gekommen war, bat Heye am 10. November 1964 um seine Entlassung aus dem Amt. Diesem Antrag gab der Bundestagspräsident Eugen Gerstenmaier einen Tag später statt. Der Vorwurf, dass sich in der Bundeswehr eine Gefahr zur gesellschaftlichen Selbstisolierung abzeichne, erregte Aufsehen und führte letzten Endes zu seinem Rücktritt. Heye sah sich zudem vom Bundestag nicht ausreichend unterstützt. Sein Nachfolger als Wehrbeauftragter wurde der CDU-Politiker Matthias Hoogen.

## Weitere Auszeichnungen
- Komtur des Ordens der Krone von Italien am 13. Dezember 1937[2]
- Medaille zur Erinnerung an den 1. Oktober 1938 am 22. Mai 1939[2]
- Medaille zur Erinnerung an die Heimkehr des Memellandes am 26. Oktober 1939[2]
- Spanisches Marine-Verdienstkreuz III. Klasse in Weiß am 6. Mai 1940[2]
- Flotten-Kriegsabzeichen am 16. Februar 1942[2]
- Offizierskreuz des Ordens der Krone von Rumänien am 15. Januar 1943[2]
- Komtur des Ordens vom Römischen Adler mit Schwertern am 24. August 1943[2]

## Veröffentlichungen
- Möglichkeiten einer Seekriegsführung gegen England und die sich daraus ergebenden Forderungen für die strategische Zielsetzung und den Aufbau der Kriegsmarine. Marine-Denkschrift, 1938.
- Die Unternehmung gegen Drontheim, in: Die Kriegsmarine erobert Norwegens Fjorde, v. Hase & Koehler Verlag Leipzig, 1940, S. 279ff.
- mit Heinrich Dräger und Franz Sackmann: Probleme der Verteidigung der Bundesrepublik. Ihre Betrachtung unter Berücksichtigung wirtschaftlicher und technischer Belange. Mittler-Verlag, 1959.
- mit Heinrich Dräger und Franz Sackmann: Der Grundschutz. Mittler-Verlag, 1962, DNB 450991806.
- mit Hans Steinmetz und Julius Poeverlein: Menschenbeurteilung und Menschenbehandlung im öffentlichen Dienst. Lutzeyer-Verlag, 1963, DNB 452004519.
- Der Bürger in Uniform. Die Neue Gesellschaft, 10. Jahrgang 1963, Heft 6, Verlag Neue Gesellschaft, Bielefeld 1963.